# Чернецький Андрій Савович
Андрі́й Са́вович Черне́цький (23 грудня 1919 — 26 грудня 1990) — український радянський виробничник, директор Первомайської швейної фабрики.
Почесний громадянин міста Первомайська Миколаївської області.

## Життєпис
Народився в селі Велика Мечетня, нині Кривоозерської селищної громади Первомайського району Миколаївської області, в селянській родині. Українець.
У лавах РСЧА з 1939 року. Учасник радянсько-фінської війни 1939—1940 років.
Учасник німецько-радянської війни з червня 1941 року. Воював на Ленінградському і 2-му Українському фронтах. Член ВКП(б) з серпня 1942 року.
У ніч з 21 на 22 березня 1944 року під час форсування річки Південний Буг південніше Первомайська, командир стрілецької роти 233-го гвардійського стрілецького полку 81-ї гвардійської стрілецької дивізії гвардії старший лейтенант А. С. Чернецький першим зі своєю ротою переправився на правий беріг і утримував оборону. 23 березня був важко поранений під час бою.
У повоєнний час протягом майже 30-ти років очолював колектив Первомайської швейної фабрики.

## Нагороди
Нагороджений орденами Леніна, Жовтневої Революції, Червоного Прапора (30.06.1943), Вітчизняної війни 1-го (11.03.1985) та 2-го (07.06.1944) ступенів, Червоної Зірки (14.01.1943) і медалями.

## Вшанування пам'яті
У 2000 році вулиця Паризької комуни в місті Первомайську була перейменована на вулицю Андрія Чернецького.
У 2018 році рішенням Первомайської міської ради А. С. Чернецькому посмертно присвоєне звання «Почесний громадянин міста Первомайська».